# Trachyboa boulengeri
Trachyboa boulengeri är en ormart som beskrevs av  Mario Giacinto Peracca 1910. Trachyboa boulengeri ingår i släktet Trachyboa och familjen Tropidophiidae. Inga underarter finns listade i Catalogue of Life.
Arten förekommer i norra Ecuador, Colombia och södra Panama. Den lever i låglandet och i bergstrakter upp till 1000 meter över havet. Habitatet utgörs av fuktiga skogar. Exemplaren vistas på marken och de hittas ofta vid vattendrag eller i träskmarker. Honor lägger inga ägg utan föder levande ungar.
Beståndet hotas av skogsröjningar. Hela populationen antas vara stor. IUCN listar arten som livskraftig (LC).